# Feldzüge von Johann Ohneland gegen Wales

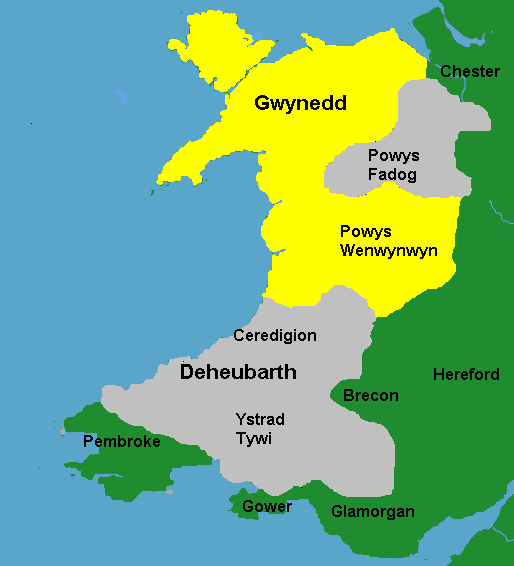
Wales um 1217. Gelb das Fürstentum von Llywelyn ab Iorwerth, grau die anderen walisischen Fürstentümer

Mit zwei Feldzügen gegen Wales konnte der englische König Johann Ohneland 1211 große Teile von Wales unter seine Kontrolle bringen. Als es jedoch 1212 zu einem neuen walisischen Aufstand kam, plante der König 1212 einen weiteren Feldzug, um Wales vollständig zu unterwerfen. Aufgrund einer Rebellion seiner Barone musste er jedoch den Feldzug absagen. In den folgenden Jahren konnten die Waliser die 1211 verlorenen Gebiete zurückerobern.

## Vorgeschichte
Nach dem gescheiterten Feldzug von König Heinrich II. 1165 hatten weder Heinrich II. noch sein Sohn und Nachfolger Richard Löwenherz einen weiteren Feldzug gegen die walisischen Fürsten unternommen. Erst König Johann Ohneland engagierte sich ab Beginn des 13. Jahrhunderts wieder stärker in Wales. Unter den walisischen Fürsten hatte es dort jahrelange Machtkämpfe gegeben, in denen sich Llywelyn ab Iorwerth, der Fürst von Gwynedd in Nordwestwales die Vorherrschaft erkämpfen konnte. Johann hatte 1201 Llywelyn als Fürst von Nordwales anerkannt und ihm 1204 seine uneheliche Tochter Johanna zur Frau gegeben. Im Gegenzug hatte Llywelyn den englischen König als Oberherrn anerkannt. Das Verhältnis zwischen Johann und Llywelyn blieb dennoch weiterhin gespannt. Der Konflikt brach 1208 wieder offen aus, als Llywelyn den Marcher Lord William de Braose unterstützte, den Johann des Verrats beschuldigte. Zwar versöhnten sich Llywelyn und der König zunächst wieder, als die Rebellion von Braose in den Welsh Marches scheiterte und Braose nach Irland floh. Der König setzte 1210 von Pembrokeshire aus mit einer Armee ebenfalls nach Irland über, wo er die dortigen Unterstützer Braoses unterwarf und Braoses Familie gefangen nahm. Braose selbst musste nach Frankreich flüchten, wo er 1211 starb. Seine umfangreichen Besitzungen in Südostwales blieben unter königlicher Verwaltung.

## Feldzüge von 1211

### Der erste Feldzug im Mai 1211
Nach dem Sieg über Braose wollte sich Johann Llywelyn für dessen Unterstützung Braoses bestrafen. Bereits im November 1209 hatte er sich mit dem vor Llywelyn geflüchteten Fürsten Gwenwynwyn von Powys verbündet. Im Mai 1211 unternahm Johann dann einen Feldzug gegen Llywelyn. Unter Führung des Justiciars Geoffrey fitz Peter, der von Bischof Peter des Roches und Earl Ranulph of Chester unterstützt wurde, konnte das englische Heer bis zum von den Walisern aufgegebenen Deganwy Castle am Conwy vorstoßen. Die Waliser hatten jedoch bereits zuvor die Gebiete östlich des Conwy aufgegeben und sich mit ihren Viehherden in das Bergland von Snowdonia zurückgezogen, während walisische Stoßtrupps den englischen Nachschub aus dem Hinterhalt angriffen. Ohne ausreichende Vorräte und ohne Erfolge erzielt zu haben, mussten sich die Engländer Ende Mai wieder zurückziehen. Damit war der schlecht vorbereitete Feldzug des englischen Königs ein Fehlschlag geworden.

### Der Feldzug von Juli 1211
Bereits zwei Monate später, im Juli 1211 führte Johann jedoch erneut ein Heer nach Gwynedd. Dieses Mal hatte er den Feldzug besser vorbereitet. Aus ganz England hatte der König Proviant zur Versorgung seines Heeres heranbringen lassen. Durch rasch geschlossene Bündnisse mit den anderen walisischen Herrschern wie Madog ap Gruffydd Maelor von Powys Fadog sowie Maelgwn ap Rhys und Rhys Gryg von Deheubarth war Llywelyn politisch isoliert worden. Unterstützt von diesen walisischen Verbündeten stieß ein englisches Heer unter Führung des Königs von Oswestry nach Westen vor und überquerte den Conwy. Von dort stieß es weit nach Snowdonia vor, während Truppen unter Earl Ranulph of Chester Perfeddwlad in Nordostwales eroberten. Als Robert de Shrewsbury, der Bischof von Bangor, sich weigerte, den exkommunizierten König zu treffen, überfiel ein Stoßtrupp Bangor an der nordwalisischen Küste, nahm den Bischof gefangen und brannte die Stadt nieder. Damit war Johann weiter als alle anderen englischen Könige zuvor nach Wales vorgestoßen. Die Waliser vermieden erneut eine offene Schlacht, doch die Engländer sicherten mit rasch errichteten Burgen mit Erd- und Holzbefestigungen ihre Eroberungen. In Südwales eroberte Rhys Gryg mit englischer Hilfe Llandovery Castle, und anschließend stieß der Söldnerführer Falkes de Bréauté in das nördliche Ceredigion vor, wo sich ihm Rhys Ieuanc und Owain ap Gruffydd, die Verbündeten von Fürst Llywelyn unterwerfen mussten. Falkes ließ sie nach England bringen, wo sie dem König huldigen mussten. Zur Sicherung des besetzten Ceredigion ließ er Tan-y-Castell an der Westküste von Wales neu errichten.

### Harte Friedensbedingungen für Fürst Llywelyn
Angesichts dieser Erfolge musste sich Llywelyn der englischen Übermacht geschlagen geben. Er schickte seine Frau zu ihrem Vater, die diesen am 12. August um Frieden bitten musste. Im Frieden musste Llywelyn auf Perfeddwlad östlich des Conwy verzichten. Er musste zahlreiche hochrangige Geiseln stellen, darunter seinen unehelichen Sohn Gruffydd sowie eine große Anzahl Pferde und Rinder als Tribut zahlen. Entgegen dem traditionellen walisischen Erbrecht, nachdem uneheliche Söhne dasselbe Erbrecht wie eheliche Söhne hatten, musste Llywelyn sogar akzeptieren, dass sein Land an den englischen König fallen würde, falls seine Ehe mit Johanna weiterhin kinderlos blieb. Auch auf seine Oberherrschaft über die südwalisischen Fürsten musste Llywelyn verzichten. Mit diesem Sieg hatte König Johann seine Position in Wales weiter ausgebaut. Neben seiner Oberherrschaft über die walisischen Fürstentümer hatte er direkt die Herrschaft über Cardigan und Carmarthen Castle sowie über Glamorgan und Gwynllŵg, dazu über die besetzten Ländereien und Burgen der Braoses in Südwales. Johann hatte damit mehr von Wales unter Kontrolle als je ein englischer König vor ihm.

## Folgen
Die strenge Herrschaft der königlichen Beamten wie Engelard de Cigogné, dem Sheriff von Gloucestershire und Herefordshire, erbitterte die Waliser. Angesichts der Gefahr einer dauerhaften Etablierung der englischen Vorherrschaft schlossen sich die zerstrittenen walisischen Fürsten wieder zusammen. Noch Ostern 1212 besuchte Fürst Llywelyn den König in Cambridge, doch Ende Juni begann ein allgemeiner Aufstand in Wales. Zwar hatte bereits zuvor Cadwallon ap Ifor Bach, der walisische Lord von Senghenydd die englischen Gebiete von Glamorgan überfallen, doch dennoch kam der Aufstand für die Engländer unerwartet. Die Waliser konnten rasch in weiten Teilen die Vorherrschaft zurückgewinnen. Maelgwn ap Rhys und Rhys Gryg zwangen die Besatzung des neuen Tan-y-Castell in Westwales zur Aufgabe, und selbst Swansea in Südwales konnte von Rhys Gryg niedergebrannt werden. König Johann schickte zunächst eine kleine Strafexpedition unter Brian de Lisle nach Wales, dazu konnte die Garnison unter Robert de Vieuxpont im belagerten Mathrafal Castle in Powys entsetzt werden. Ursprünglich wollte der König in diesem Sommer mit seinem Heer zu einem Feldzug nach Frankreich aufbrechen, doch dann entschloss er sich, mit einem erneuten Feldzug Wales endgültig zu unterwerfen. Er berief sein Feudalheer nach Chester, wo es durch Söldner aus Irland, Schottland und Flandern verstärkt wurde. Mehrere tausend Arbeiter sollten das Heer begleiten, um in Wales neue Burgen zu errichten und um so das besetzte Land zu sichern. In Nordostwales setzte er die Waliser Owain ap Dafydd und Gruffydd ap Rhodri, zwei Cousins von Llywelyn, als walisische Lords ein, die durchaus auch selbst Erbansprüche auf Gwynedd hatten. Am 14. August 1212 ließ er unbarmherzig 28 jugendliche Geiseln, die ihm die Waliser im Vorjahr gestellt hatten, in Nottingham hängen. Dort erfuhr er jedoch, unter anderem von seiner Tochter Johanna, von einer Verschwörung mehrerer englischer Barone, die ihn während des geplanten Feldzugs nach Wales ermorden oder den Walisern ausliefern wollten. Daraufhin brach er den geplanten Feldzug nach Wales ab. Die Waliser unter Fürst Llywelyn nutzten dies aus, um Deganwyn und Rhuddlan Castle zu erobern, womit sie ganz Perfeddwlad zurückgewinnen konnten. Angesichts der fortbestehenden Adelsopposition und des Krieges mit Frankreich schloss Johann vor Juni 1213 einen Waffenstillstand mit Fürst Llywelyn. 
Als es im Frühjahr 1215 zum Bürgerkrieg zwischen der englischen Adelsopposition und dem König kam, nutzten die Waliser unter Llywelyn dies aus und stießen bis Shrewsbury vor. Im Juni 1215 konnte Fürst Llywelyn in der Magna Carta erreichen, dass der König die Rückeroberungen akzeptierte und die verbliebenen Geiseln freiließ. Als es im Herbst 1215 in England zum offenen Krieg der Barone kam, griffen die Waliser auf Seiten der Adelsopposition in den Kampf ein und eroberten im Dezember 1215 in einem raschen Feldzug zahlreiche Burgen in Südwales, selbst Carmarthen und Cardigan Castle. Fürst Llywelyn konnte im Abkommen von Aberdyfi 1216 seine Vormachtstellung über die walisischen Fürsten ausbauen. 1217 eroberte er Gower, so dass nur noch Pembrokeshire und Südostwales unter fester englischer Herrschaft blieben. Erst im März 1218, sechs Monate nach Ende des Krieges der Barone konnte der Regentschaftsrat, der nach dem Tod von König Johann die Regierung in England führte, durch Vermittlung des päpstlichen Legaten Guala den Vertrag von Worcester mit Fürst Llywelyn schließen und so den Krieg in Wales beenden.